# Manfred Gerber
Manfred Gerber (* 26. März 1938 in Freiburg im Breisgau) ist ein Generalleutnant außer Dienst des Heeres der Bundeswehr.

## Leben

### Ausbildung und erste Verwendungen
Gerber trat in die Bundeswehr ein und absolvierte als Offizieranwärter die Offizierausbildung zum Offizier des Truppendienstes der Fernmeldetruppe ausgebildet. Anschließend diente er in verschiedenen Verwendungen.

### Dienst als Stabsoffizier
Gerber absolvierte von 1969 bis 1971 den 12. Generalstabslehrgang Heer an der Führungsakademie der Bundeswehr in Hamburg, wo er zum Offizier im Generalstabsdienst ausgebildet wurde und in weiteren Verwendungen den Dienstgrad Oberst erreichte.

### Dienst als General
Vom 22. August 1983 bis 1985 war Gerber Brigadekommandeur der Panzergrenadierbrigade 19 in Ahlen und wurde zum Brigadegeneral befördert. Danach diente er ab Februar 1985 als Unterabteilungsleiter P II in der Abteilung Personal im Bundesministerium der Verteidigung in Bonn.
Von 1990 bis 1993 war Gerber Divisionskommandeur der 10. Panzerdivision in Sigmaringen und wurde zum Generalmajor befördert. Danach war er von April 1993 bis Januar 1996 stellvertretender Abteilungsleiter Personal im Bundesministerium der Verteidigung in Bonn. 
In seiner letzten Verwendung war Gerber ab Februar 1996 Kommandierender General des Hauptquartiers der Alliierten Landstreitkräfte Schleswig-Holstein und Jütland (COMLANDJUT) in Rendsburg und wurde mit Ablauf des 31. März 1998 in den Ruhestand versetzt.

## Privates
Gerber wohnt in Bonn, ist verheiratet und hat drei Kinder.